# ドローン インパクト チャレンジ
ドローン インパクト チャレンジ（英：Drone Impact Challenge）とは、ドローンテクノロジーによる社会貢献を念頭に結成された団体の名称であり、同団体が主催するドローンレース（無線操縦マルチコプターによる競技）の名称でもある。

## 概要
数年前から携帯電話などで使用されるMEMSジャイロスコープ、加速度センサーの小型軽量化、ブラシレスモータ、リチウムポリマーバッテリーの進歩により、マルチコプター（とりわけクワッドローター）の高性能化が進み、普及が急速に拡大してきた。それらの普及、革新を背景に国内外の各地でドローンによるレースが開催されてきた。それらの大半は愛好家たちによる草レースの域を出ないものが大半だったが、本格的なレースの開催の機運が高まってきた。

## 開催されたドローンレース
2015年11月07日に千葉県香取市にあるTHE FARM（ザファーム）にて第1回となる「Drone Impact Challenge 2015 （ドローンインパクトチャレンジ 2015）」が開催され、総勢61名のパイロットが参加した。ニコニコ生放送にて生放送も行われた。
2016年03月26日には千葉県千葉市美浜区にある幕張メッセでイベント「Japan Drone 2016」が開催され、イベントの内の1つとして屋内レース「ドローンインパクトチャレンジ2016」が開催された。「Japan Drone 2016」の来場者数は8,023人。次回開催は2017年3月23日から同年3月25日まで、幕張メッセを予定。

## クラス
マスタークラス（FPV部門）
操縦者はヘッドマウントディスプレイかモニターを用いて、機体からのFPV映像を見ながら飛行する。
参加条件として、5.6GHz無線局免許状コピー、無線従事者免許(および第四級アマチュア無線技士相当の資格)、保険加入が求められる。
参加する機体にはFPV用カメラの搭載が必須になる。
レギュラークラス（目視）
目視範囲内でのフラッグ周回のみ。参加条件は特に定められておらず、アマチュア無線技士免許は無くても参加可能。
参加する機体にカメラを搭載する必要は無い。